# Franz Pfister
Franz Joseph Pfister (* um 1796 in Heidelberg; † 20. April 1871 in Freiburg im Breisgau; katholisch) war ein im badischen Staatsdienst stehender Jurist und Amtsvorstand, vergleichbar mit einem heutigen Landrat.

## Leben
Franz Pfister studierte Rechtswissenschaften an der Universität Heidelberg. 1816 wurde er Mitglied des Corps Suevia Heidelberg. Nach dem Studium war er von 1821 bis 1830 Rechtspraktikant, ab dem 29. Januar 1828 als besoldeter Sekretariatspraktikant beim Hofgericht in Rastatt. Am 27. April 1830 erhielt er dort als Hofgerichtssekretär das Schriftverfassungsrecht in gerichtlichen Angelegenheiten und ab dem 21. Juni 1830 ebenfalls in Administrativsachen. Am 27. Januar 1832 wurde er Amtmann und dritter Beamter beim Bezirksamt Mosbach und stieg ab dem 25. Juli 1833 zum zweiten Beamten auf. Am 16. Mai 1835 wurde er Oberamtmann und  Amtsvorstand beim Bezirksamt Gengenbach und am 14. November 1836 Oberamtmann und Amtsvorstand beim Bezirksamt Konstanz. Die gleiche Funktion hatte er ab dem 15. Dezember 1842 beim Bezirksamt Bretten und ab 1849 beim Bezirksamt Oberkirch. Seine letzte Stelle hatte er ab dem 24. Januar 1855 beim Bezirksamt Ettenheim, bevor er ab dem 1. Oktober 1864 in den Ruhestand versetzt wurde.